# メロン (スペイン)

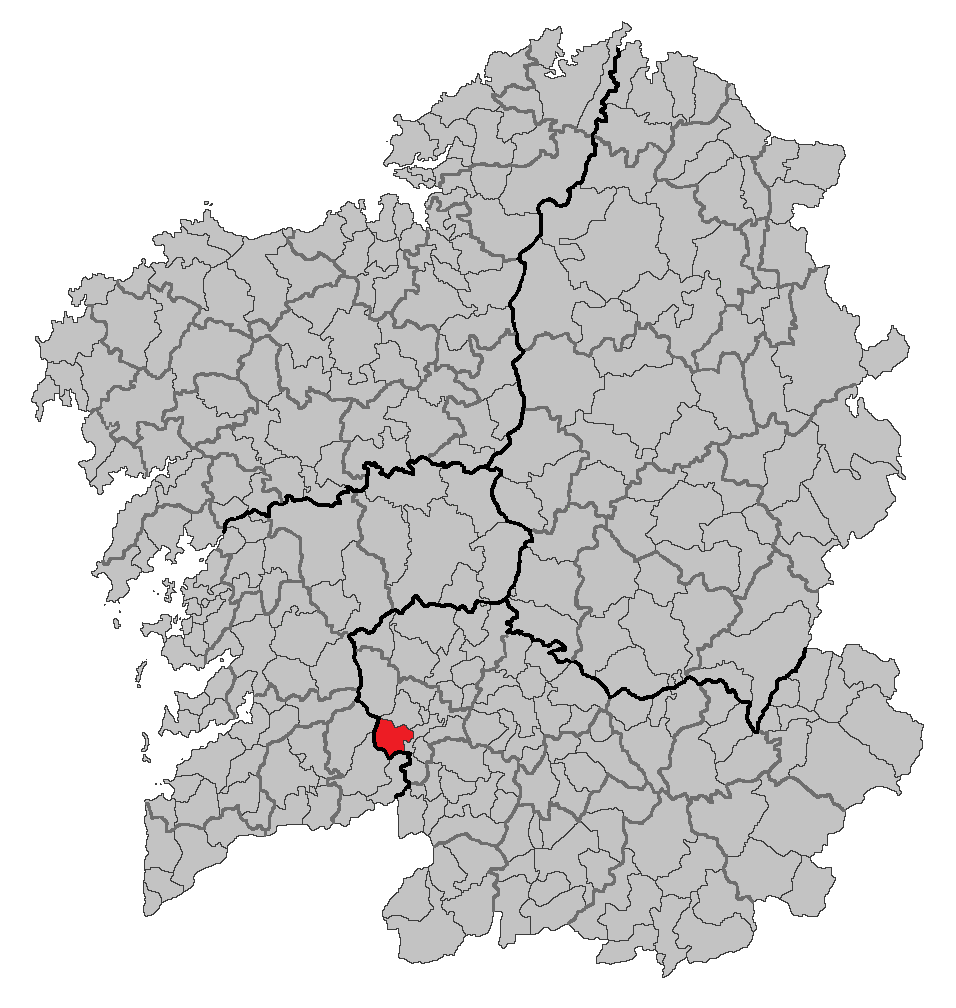

メロン（Melón）は、スペイン、ガリシア州、オウレンセ県の自治体、コマルカ・ド・リベイロに属する。スペイン国立統計局によれば、2010年の人口は1,463人（2009年：1,498人、2008年：1,504人、2004年：1,552人、2003年:1,530人）。住民呼称は、melonés/-esa。
ガリシア語話者の自治体人口に占める割合は98.45％（2001年） 

## 地理
メロンはオウレンセ県の西部に位置し、コマルカ・ド・リベイロに属している。北はアビオン、カルバジェーダ・デ・アビアと、南はア・カニーサ、クレセンテ（ともにポンテベドラ県）と、東はリバダビアと、そして西はコベーロ（ポンテベドラ県）の各自治体と接している。自治体中心地区はメロン教区のメロン地区。
面積は53.2km²で、自治体内をビーゴとオウレンセをつなぐA-52号線が通っている。

### 人口
| メロンの人口推移 1900－2010                             |
|                                                         |
| 出典:INE（スペイン国立統計局）1900年 - 1991年、1996年 - |

## 歴史
メロンの歴史は僧院長Giraldoに命じられ、クレルボーから到着したシトー修道会の修道士たちによって創設されたメロン修道院に強く関係している。
自治体内にある歴史的建築物は今は廃墟となってしまっているかつての修道院（1931年に歴史的・美術的記念物に指定された）とシトー修道会によって16世紀末に建てられたキンス教区教会と、1856年に住民の強い信仰の結果建てられたコデサスの祠がある。

## 政治
自治体首長はガリシア国民党（PPdeG）のマヌエル・アルベルト・パルデージャス・アルバレス（Manuel Alberto Pardellas Álvarez）、自治体評議員はガリシア国民党：6、ガリシア社会党（PSdeG-PSOE）：2、TEGA（Terra Galega、ガリシアの大地）：1となっている（2007年の地方選挙の結果、得票順）。

## 教区
メロンは2つの教区に分けられている。太字は自治体中心地区のある教区。
- メロン（サンタ・マリーア）
- キンス（サンタ・マリーア）

## ギャラリー

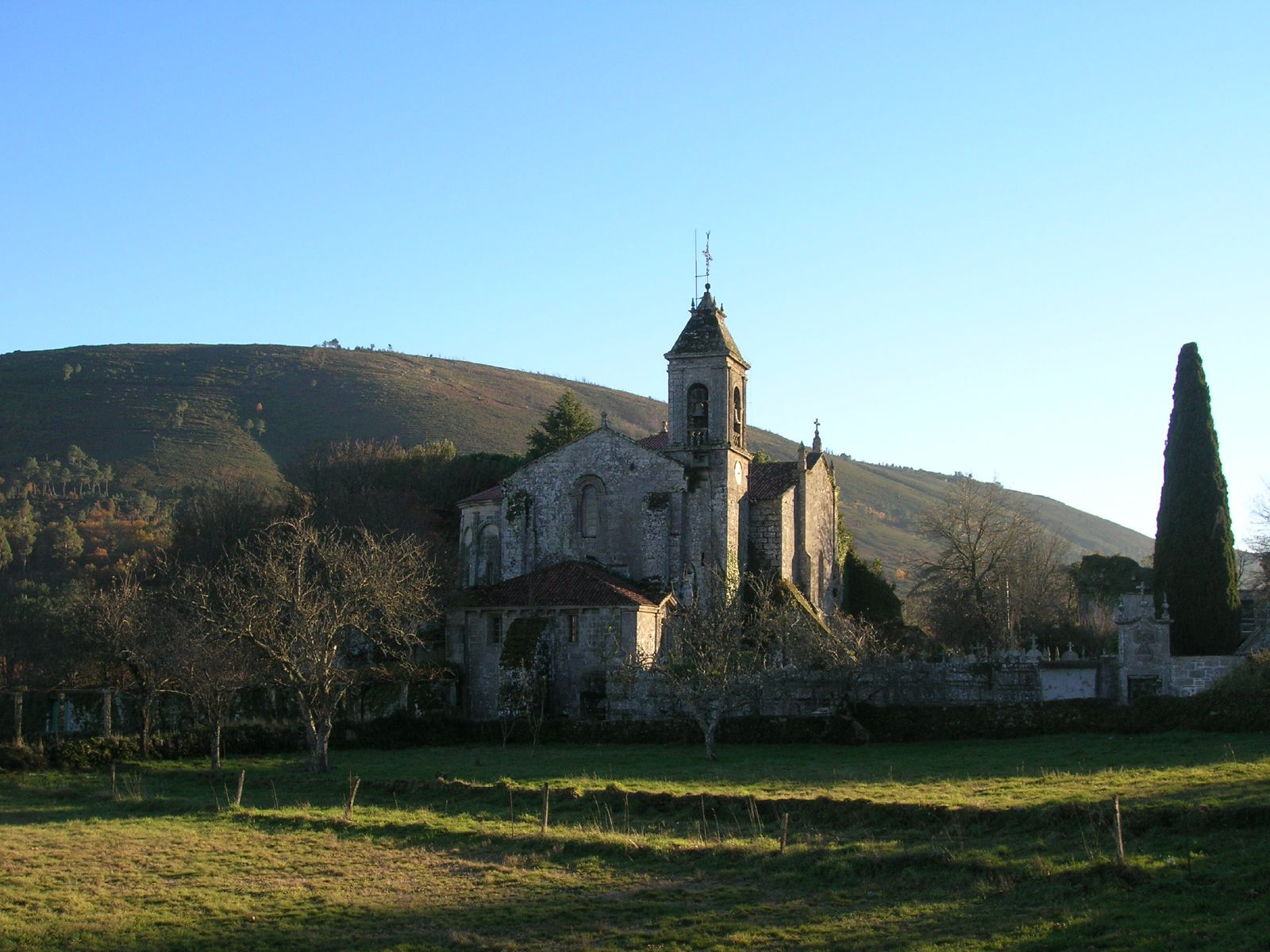
サンタ・マリーア・デ・メロン修道院
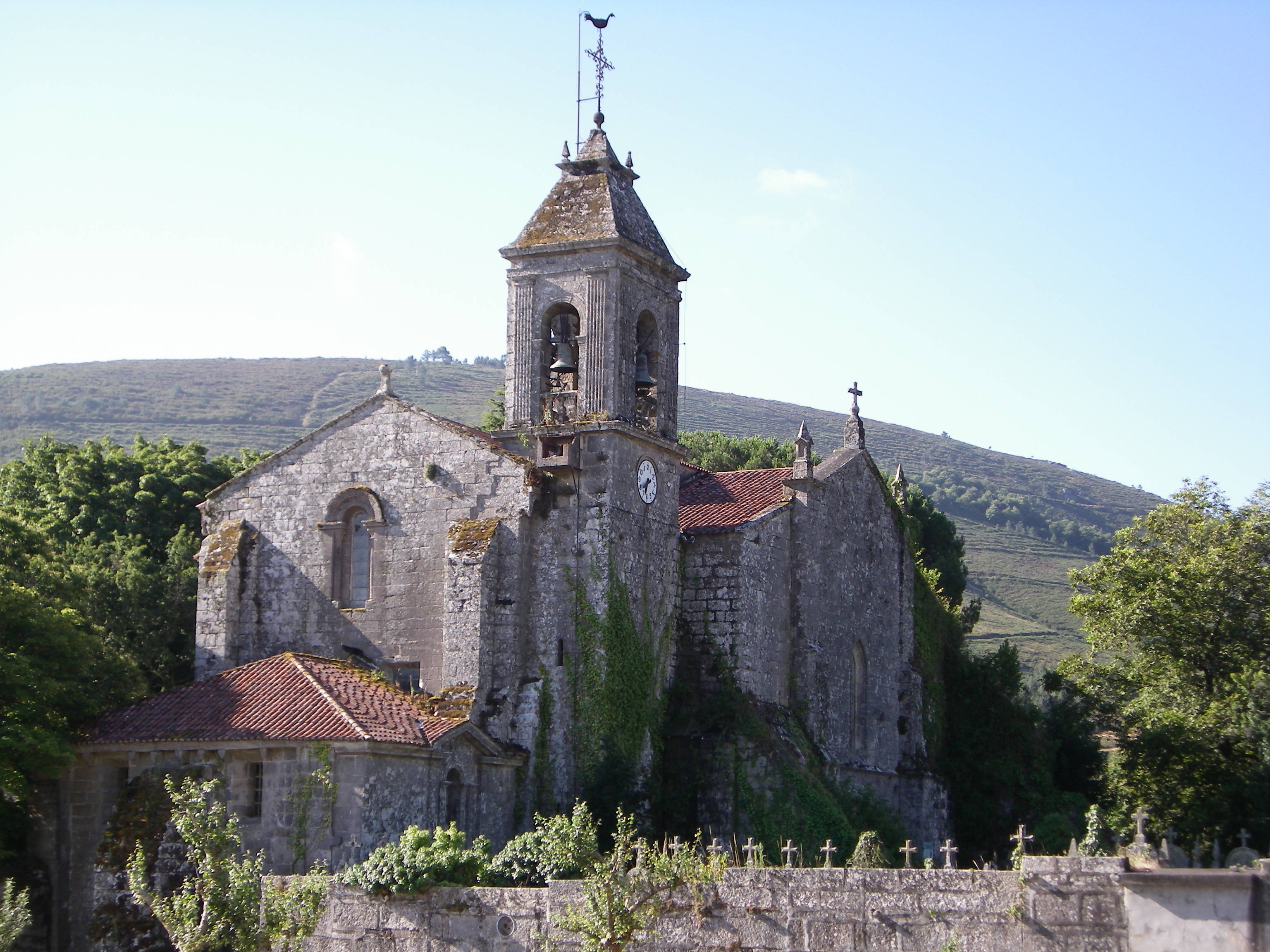
サンタ・マリーア・デ・メロン修道院